# Chaudière
Pour les articles homonymes, voir Chaudière (homonymie).
Au début de l'ère industrielle, le mot chaudière désignait un foyer et son échangeur dans les grosses installations de cuisine et de chauffage, dans les machines à vapeur et les locomotives à vapeur.
Dans son acception moderne, il désigne un appareil (voire une installation industrielle, selon sa puissance) permettant de transférer en continu de l'énergie thermique à un fluide caloporteur (le plus généralement de l'eau). L'énergie thermique transférée (source de chaleur) peut être soit la chaleur dégagée par la combustion (de charbon, de fioul, de gaz, de bois, de déchets, etc.), soit la chaleur contenue dans un autre fluide (chaudière de récupération sur gaz de combustion ou gaz de procédés chimiques, chaudière « nucléaire » recevant la chaleur du circuit primaire, etc.), soit encore d'autres sources de chaleur (chaudières électriques, chaudière numérique (d) par exemple). Les chaudières sont aussi bien des systèmes industriels que domestiques.
À l'intérieur de la chaudière ce fluide caloporteur peut être soit uniquement chauffé (c'est-à-dire qu'il reste en phase liquide), soit chauffé et vaporisé, soit chauffé, vaporisé puis surchauffé (donc avec passage de phase liquide à phase gazeuse).

## Définition

### Définition scientifique
« Système permettant d'augmenter la température d'un fluide caloporteur afin de déplacer de l'énergie thermique ».

### Définition légale

#### En France
Pour les puissances comprises entre 400 kW et 20 MW (article R 224-20 du code de l'environnement) : « l'ensemble corps de chaudière et brûleur s'il existe, produisant de l'eau chaude, de la vapeur d'eau, de l'eau surchauffée, ou modifiant la température d'un fluide thermique grâce à la chaleur libérée par la combustion ».
Décret no 2009-649 du 9 juin 2009, art. 1er : « Lorsque plusieurs chaudières sont mises en réseau dans un même local, l'ensemble est considéré comme une seule chaudière, dont la puissance nominale est égale à la somme des puissances nominales des chaudières du réseau et dont la date d'installation est celle de la chaudière la plus ancienne. »

#### Au Québec
Contrairement à la définition donnée à ce terme en France, au Québec chaudière désigne un seau. Pour désigner un système de chauffage et de stockage d'un fluide caloporteur, le mot réservoir (de chauffage) ou son anglicisme tank s'y emploient couramment.

## Types
Il existe une grande variété de chaudières. On peut classifier les chaudières suivant différents critères :

### Classification par gamme de puissance
Les réglementations classifient les chaudières par gammes de puissance :
- Puissance inférieure à 70 kW : chaudières individuelles ;
- Puissance supérieure à 70 kW : chaudières de type industriel.

### Classification par installation (chaudières à usage domestique)
Il existe deux types d'installation de chaudières domestiques :
- Chaudières au sol : Les chaudières au sol sont en général utilisées pour des habitations disposant d'un sous sol ou d'un garage. Elles occupent une place importante[3] ;
- Chaudières murales : Les chaudières murales conviennent aux habitations de petite taille (appartements). Elles offrent une puissance moindre que les chaudières au sol.

### Classification par application
- Utilisation domestique (chauffage central)[4] ;
- Chauffage collectif ;
- Applications industrielles (agro-alimentaire, chimie, papeterie, cimenterie, etc.) ;
- Centrales thermiques[5].

### Classification par type de fluide caloporteur

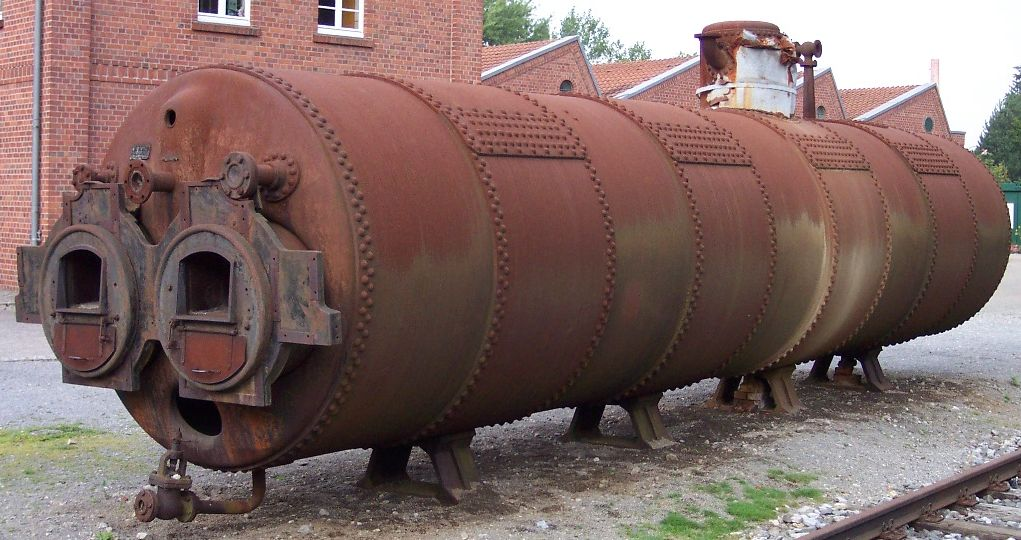
Une chaudière à vapeur pour moteur stationnaire.

Une chaudière échange de l'énergie thermique par l'intermédiaire de fluides caloporteurs qui ensuite la véhiculent jusqu'au point d'utilisation.
1. Si le fluide caloporteur utilise la chaleur massique pour déplacer cette énergie le circuit est dit monophasique. Une pompe met en mouvement cette masse fluide chauffée, c'est le circulateur.
2. Pour les fortes puissances sont utilisés des circuits diphasiques. Ils utilisent le cumul de la chaleur massique et de la chaleur latente de vaporisation. Ils ont une énergie spécifique plus élevée.

Les principaux fluides caloporteurs utilisés sont :
- l'eau (son traitement pour cet usage est important) :
  - l'eau chaude est principalement utilisée dans les systèmes de chauffage de locaux d'habitation, commerciaux ou industriels. Dans le domaine du chauffage central domestique, c'est quasiment le seul fluide utilisé ;
  - l'eau surchauffée est principalement utilisée dans le chauffage urbain. On peut aussi la trouver dans l'industrie. Pression et température courantes d'usage tournent autour de 20 bars à 180 °C avec retour à 90 °C.
- la vapeur d'eau :
  - la vapeur saturée est principalement utilisée dans les procédés industriels. La vapeur produite par la chaudière sert alors à chauffer des fluides au travers d'échangeurs. Des machines spécifiques comme les machines à papier peuvent également avoir besoin d'une alimentation en vapeur ; Vue d'un surchauffeur à l'intérieur du foyer d'une chaudière à charbon à tubes d'eau.

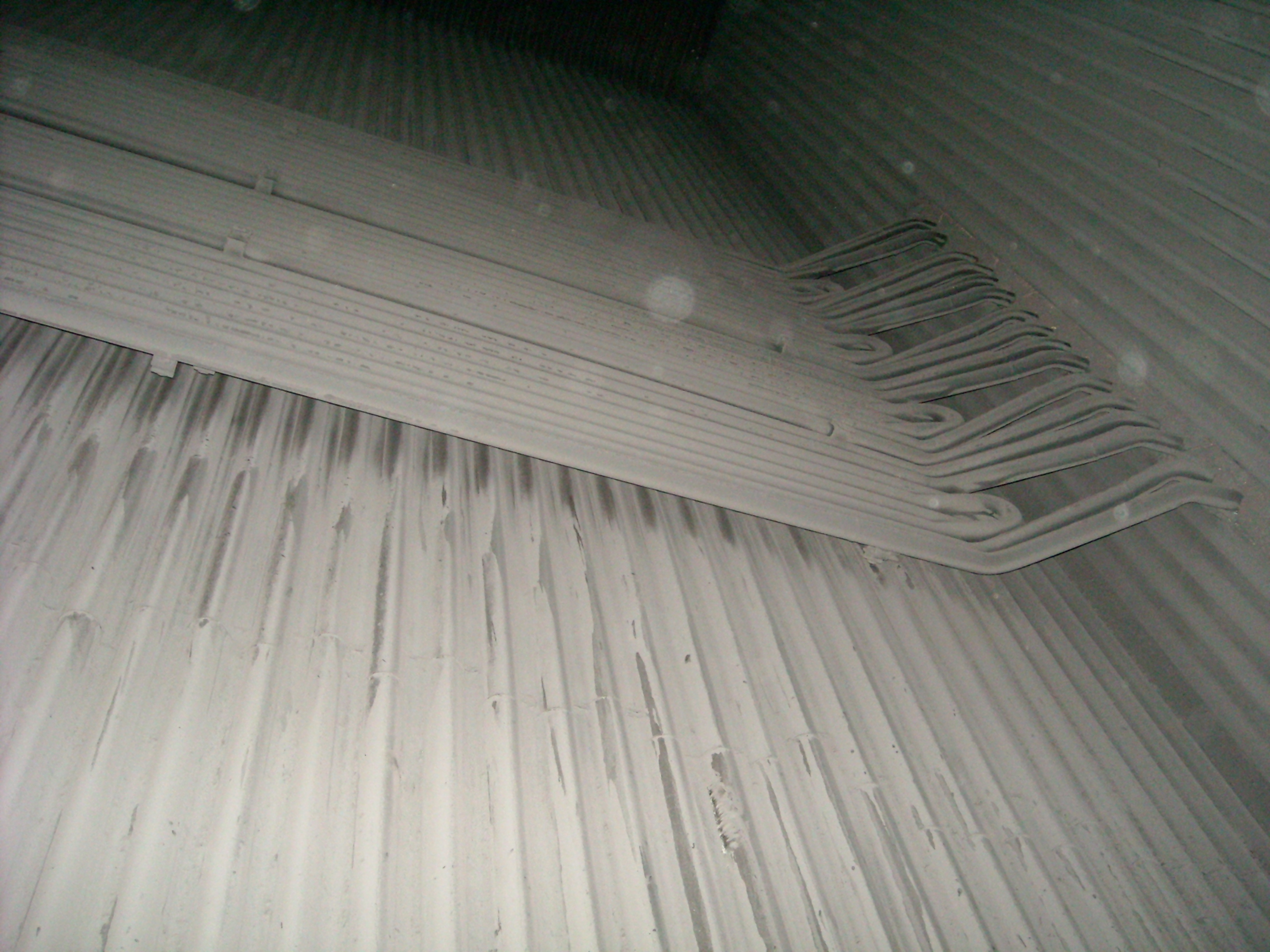
Vue d'un surchauffeur à l'intérieur du foyer d'une chaudière à charbon à tubes d'eau.

  - la vapeur surchauffée sert principalement à être turbinée, généralement dans le but d'entraîner un alternateur pour produire de l'électricité. Ce principe est utilisé dans les centrales thermiques. Certaines industries ont des déchets à éliminer, ces déchets utilisés comme combustibles leur permettent de produire de l'énergie électrique et tout ou partie de l'énergie thermique nécessaire à l'usine. On parle alors de cogénération ;
- des fluides thermiques, généralement des huiles, permettant d'atteindre de hautes températures sans nécessiter des pressions élevées. Ils sont utilisés comme énergie thermique par exemple dans l'industrie des panneaux de bois aggloméré. L'utilisation de fluide thermique permet également de meilleures précisions dans la régulation de température. Cependant, l'utilisation de fluide thermique génère de nombreuses contraintes d'exploitation pour les industriels, ils sont de plus en plus remplacés par de la vapeur ;
- des sels fondus. Il s'agit alors de chaudières très spéciales qui n'ont pas ou peu d'exemples d'utilisation industrielle.
- Le sodium dans quelques usages nucléaires.

### Classification par source de chaleur

#### Chaudières à combustion

##### Chaudières à combustibles liquides ou gazeux
Les chaudières à combustibles liquides et gazeux sont par construction très proches. Dans ce type de chaudière, l'élément assurant la combustion s'appelle le brûleur. Les combustibles utilisés sont principalement :
- le gaz naturel,
- le gaz de pétrole liquéfié
- le fioul
  - le fioul lourd

Une chaudière à combustible liquide ou gazeux peut comporter un ou plusieurs brûleurs.

##### Chaudières à combustibles solides
Il existe de nombreux procédés de combustion pour les chaudières à combustibles solides. On peut séparer les foyers à combustibles solides en trois grandes familles :
- les foyers à grille ;
- les foyers à lit fluidisé ;
- les foyers à charbon pulvérisé.

###### Les foyers à grilles
Les grilles à gradins constituent un plan incliné mouvant sur lequel le combustible brûle en couche. La couche de combustible est insérée en haut de la grille, souvent à l'aide d'un poussoir, et le mouvement de la grille fait avancer le combustible en ignition. En bas de la grille, il ne reste plus que les cendres qui sont évacuées dans une fosse. Les grilles à gradins sont plutôt utilisées pour les petites chaudières (jusqu'à 2 ou 3 MW environ) ou pour les ordures ménagères.
Les grilles mécaniques sont constituées d'un tapis roulant métallique perméable à l'air. Ces grilles utilisent le principe de combustion en couche. Elles sont utilisées presque exclusivement pour le charbon sur une très vaste gamme de puissance de quelques mégawatts à plus de 100 MW).
Le spreader stoker utilise le principe de projection du combustible dans tout l'espace de la chambre de combustion. Il est utilisé pour les charbons et combustibles végétaux pour des puissances allant de quelques MW à plus de 100 MW.
Les foyers « volcans » aussi appelés « understoker ». Le combustible est introduit par le dessous de la grille. Ce principe est utilisé pour des puissances n'excédant pas quelques MW.
Cette liste n'est pas exhaustive tant il existe de techniques de grilles.

###### Les foyers à lit fluidisés
Il existe plusieurs types de foyers à lit fluidisé : les lits fluidisés denses et les lits fluidisés circulant (souvent appelés LFC).
Les chaudières à lit fluidisé circulant sont utilisées pour des puissances généralement supérieures à 100 MW. Le lit fluidisé est généralement composé de sable, des cendres du combustible et parfois de calcaire, à haute température, brassés avec l'air primaire. Ces foyers peuvent fonctionner indifféremment avec du charbon, des schistes bitumineux ou des combustibles végétaux. Ils ont l'avantage de fonctionner à des températures de combustion à la fois relativement faibles de l'ordre de 850 °C et très homogènes, ce qui est favorable à de faibles rejets en NOx. L'injection de calcaire permet également une capture des oxydes de soufre. Le concassage nécessaire avant injection dans le foyer est moins important que le broyage fin du combustible pour les chaudières à charbon pulvérisé. La complexité de ce type de technologie fait qu'elle est réservée aux chaudières relativement puissantes. La plus importante chaudière à lit fluidisé circulant mise en service à ce jour[Quand ?] délivre une puissance de 460 MW, à Lagisza, en Pologne, mais une unité de 600 MW est en cours de construction à Baima, en Chine, mais des modèles de basse puissance font leur apparition pour le chauffage de bâtisse[réf. nécessaire].

###### Les foyers à charbon pulvérisé
Le charbon pulvérisé est introduit dans la chaudière via un ou plusieurs brûleurs. Cette technologie est principalement utilisée dans les centrales électriques au charbon dont les chaudières ont des puissances de plusieurs centaines de MW.

#### Chaudières de récupération
L'énergie thermique est récupérée d'un fluide chaud (gaz d'échappement d'une turbine à gaz ou gaz process dans l'industrie chimique, par exemple). Ces chaudières s'apparentent donc aux échangeurs de chaleur, mais doivent leur dénomination de chaudière au fait que le fluide caloporteur chauffé (généralement l'eau) y est vaporisé (au contraire des échangeurs de chaleur).
Entrent également dans cette catégorie les générateurs de vapeur des centrales nucléaires qui échangent la chaleur entre le circuit primaire et le circuit secondaire.

#### Chaudières électriques
L'électricité n'est pas à proprement parler un combustible. C'est cependant une source d'énergie qui est parfois convertie en chaleur dans des chaudières électriques. Il existe plusieurs principes de chauffe. Les chaudières à résistances chauffent l'eau à l'aide d'une résistance électrique immergée dans l'eau. Les chaudières à effet Joule chauffent l'eau à l'aide d'électrodes immergées dans l'eau. C'est alors l'effet joule de l'eau qui permet le chauffage de l'eau ou la vaporisation. Les chaudières ioniques projettent des ions à grande vitesse (280 km/s) à l’aide d’un champ électrique, provoquant l’échauffement du liquide caloporteur.
La rareté des chaudières électriques s'explique par le prix de l'électricité qui est une énergie plus coûteuse que la plupart des autres énergies. On trouve des chaudières électriques dans le domaine du chauffage central domestique, dans l'humidification de locaux équipés d'air conditionné (petites chaudières vapeur utilisées pour l'humidification), mais aussi dans l'industrie pour des puissances allant jusque quelques dizaines de MW. Du fait de l'absence de pertes d'énergie par la chaleur sensible des fumées, le rendement des chaudières électriques est souvent proche de 100 %[réf. nécessaire].

#### Chaudière numérique
La chaudière numérique embarque des micro-processeurs informatiques. En fonctionnant, ces microprocesseurs génèrent de la chaleur dite chaleur fatale. Celle-ci est récupérée pas des tuyaux en cuivre qui passent entre les micro-processeurs fixés sur des blocs d'aluminium. 
C’est une chaudière à circulation forcée qui dispose d’une composante hydraulique, thermique et électrique. 
L'énergie consommée permet le fonctionnement des micro-processeurs et le  chauffage de l'eau. 

### Classification par construction

#### Chaudières à tubes de fumées

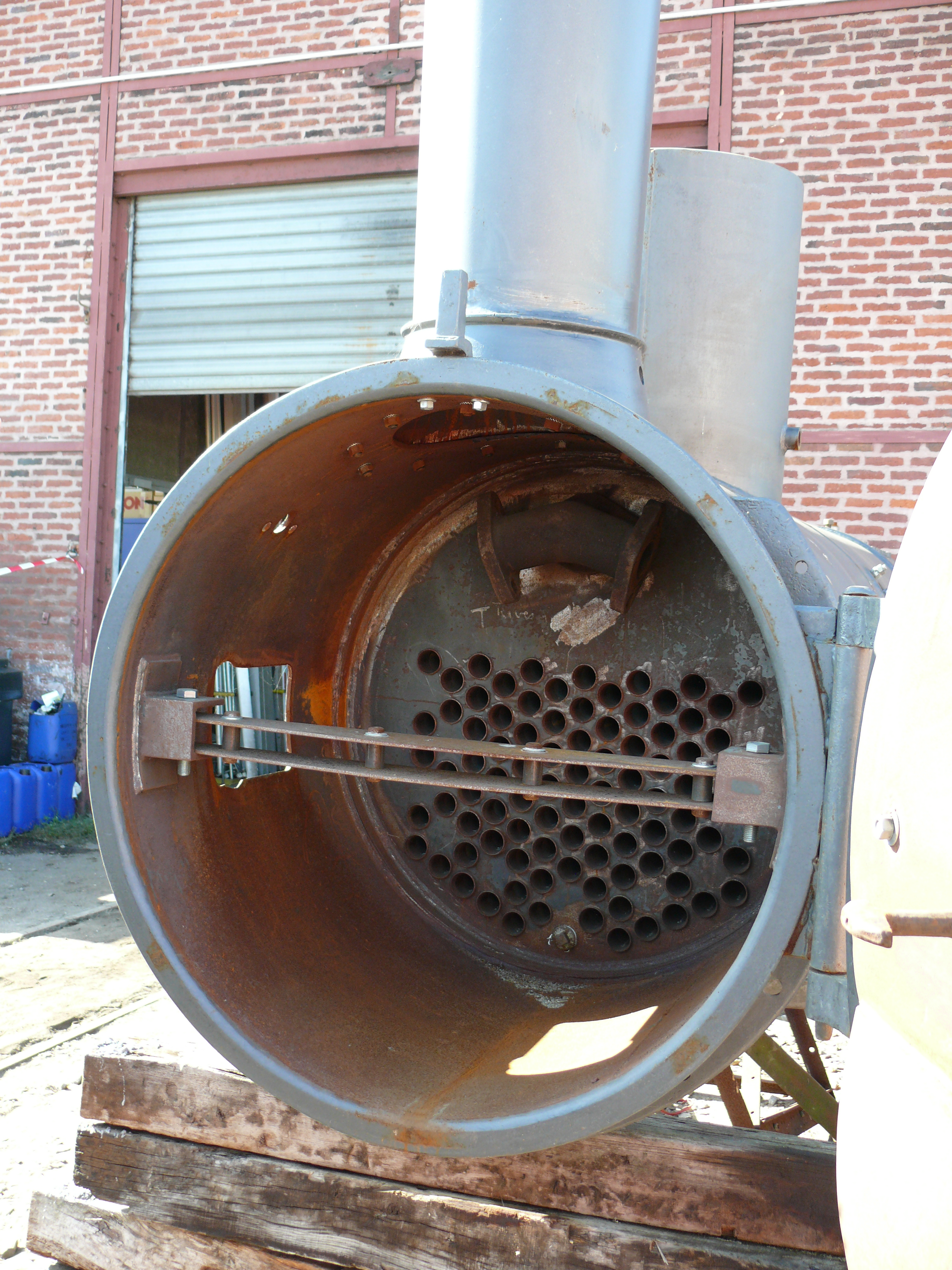
Chaudière tubulaire neuve destinée à la locomotive 030T no 101 Pinguely du CFBS

C'est historiquement le premier type de construction. Les premiers modèles utilisaient une circulation verticale, plus facile à réaliser, du fait de la convection des gaz, mais par la suite, on réalisa des chaudières avec un arrangement horizontal, plus adaptées à l'utilisation pour le chemin de fer ou la navigation.
Une chaudière à tubes de fumées est constituée d'un grand réservoir d'eau traversé par des tubes dans lesquels circulent les fumées. Le premier tube du parcours de fumées est un tube de plus gros diamètre qui constitue le foyer. Ce type de construction est aujourd'hui utilisé presque exclusivement pour les combustibles gazeux et liquides. En effet, la forme du foyer des chaudières à tubes de fumées rend difficile l'extraction des cendres. Lorsqu'elles sont utilisées avec des combustibles solides, le foyer est placé à l'extérieur de la chaudière proprement dite. Dans ce cas, le foyer est un avant foyer à tubes d'eau ou en réfractaire.
Ce type de construction est généralement réservé à des puissances n'excédant pas 20 ou 30 MW.

#### Chaudières à tubes d'eau
Dans cette construction, c'est le fluide caloporteur qui circule dans des tubes, les gaz chauds circulant à l'extérieur de ceux-ci. L'avantage de cette formule est surtout la sécurité de ne pas avoir de grandes quantités d'eau dans la chaudière même, qui pourraient en cas de rupture mécanique, entraîner une création explosive de vapeur. Elles ont également l'avantage d'avoir une plus faible inertie. Dans ce type de chaudière, le foyer a toujours un volume très important. De plus, le foyer a la possibilité d'être ouvert dans sa partie inférieure. Ce sont ces deux caractéristiques qui font qu'elles sont souvent utilisées avec des combustibles solides même pour des puissances de quelques MW seulement.

### Classement par type de circulation

#### À circulation naturelle
La circulation de l'eau dans une chaudière est très importante pour éviter la formation des zones sèches où le métal est susceptible de fondre se déformer ou s'oxyder prématurément sous l'effet de la chaleur.
Les chaudières à tubes d'eau à circulation naturelle comportent un réservoir supérieur (appelé ballon de chaudière), dont partent de gros tubes placés hors du feu (appelés « tubes de chutes » ou « descentes d'eau »). Ces tubes convoient par gravité l'eau soit dans un ballon inférieur, soit dans des « collecteurs ». Les tubes du foyer sont raccordés à ce ballon inférieur ou à ces collecteurs. L'eau remonte vers le ballon (supérieur) par ces tubes en recevant donc la chaleur du feu. Cette eau commence alors à se vaporiser. Comme la masse volumique de la vapeur est inférieure à celle de l'eau liquide, la différence de pression entre la colonne d'eau des descentes d'eau et la colonne d'eau et de vapeur des tubes de foyer met naturellement en circulation l'eau dans le circuit. L'eau parcourt plusieurs fois cette boucle (ballon, tubes de descente, tubes de foyer, retour au ballon) avant d'être évacuée du ballon sous forme de vapeur saturée.

#### À circulation assistée
Progressivement la pression de fonctionnement des chaudières s'est élevée, notamment pour obtenir de meilleurs rendements dans les centrales thermiques. Lorsque la pression dans le ballon atteint des valeurs de l'ordre de 180 bar, la différence de masse volumique entre eau liquide et la vapeur devient insuffisante pour assurer la circulation naturelle dans le circuit évaporatoire. On installe alors une pompe dans le circuit pour assurer la bonne circulation de l'eau.

#### À circulation forcée
Dans cette catégorie, on distingue les petites chaudières de chauffage central, des chaudières industrielles ou de centrales thermiques à haute pression.
Pour les premières, la circulation de l'eau dans les tuyauteries est assurée à l'aide d'une pompe appelée aussi circulateur dans le cas du chauffage central. Cette configuration facilite la conception des chaudières : il n'est pas nécessaire de s'assurer que les pertes de charges permettent une circulation naturelle par convection.
Pour les chaudières industrielles et les chaudières de centrales thermiques, ont été développées des technologies de chaudières à circulation forcée, sans ballon. En effet, l'accroissement des pressions de fonctionnement s'est heurté à la barrière technologique de la résistance mécanique des ballons de chaudière. En outre le rôle de séparation des phases liquide et vapeur du ballon, n'a plus de sens quand on atteint des pressions supercritiques. Dans les chaudières à circulation forcée (de type Benson ou Sulzer) l'eau ne circule pas plusieurs fois en boucle avant d'être vaporisée, mais rentre dans les tubes évaporateurs du foyer sous forme liquide et en ressort sous forme de vapeur saturée, d'où les appellations de chaudières « monotubulaires » ou de chaudières « once through ». La circulation de l'eau dans l'évaporateur est assurée par des pompes à très haute pression qui « poussent » l'eau, puis la vapeur successivement dans les tubes de l'économiseur, de l'évaporateur, puis des surchauffeurs.
Toutes les chaudières « supercritiques » sont nécessairement de ce type. Mais on en rencontre également dans des cycles sous-critiques, en concurrence avec les chaudières à circulation assistée. Leur avantage principal est alors leur plus faible durée de démarrage, avantage notable dans les centrales thermiques de pointe. Par contre, l'absence de ballon les rend plus exigeantes quant à la qualité de l'eau déminéralisée à utiliser.

#### Remarque
À l'intérieur d'une même chaudière on peut rencontrer ces différents types de circulations. Par exemple, dans une chaudière à vapeur surchauffée, la circulation peut être naturelle dans les tubes du foyer, assistée dans les épingles du parcours de fumée, forcée dans l'économiseur et dans le surchauffeur.

### Classification par architecture
Cette classification ne concerne que les chaudières industrielles et de centrales thermiques. Dans ces chaudières, on distingue deux zones principales d'échange thermique :
- le foyer, où se développe(nt) la(les) flamme(s)et où les échanges thermiques se font essentiellement par rayonnement ;
- la zone de convection, dans laquelle divers échangeurs de chaleur (économiseurs, surchauffeurs…) sont installés et les échanges de chaleur sont par convection.

#### Chaudière à deux passes
C'est l'arrangement le plus répandu. Le foyer est surmonté d'un ou deux échangeurs et un carneau vertical arrière reçoit les autres échangeurs convectifs. Les gaz de combustion quittent le foyer par le haut puis redescendent dans le carneau arrière.

#### Chaudière tour
Cet arrangement se rencontre surtout en Allemagne, mais des exemples existent en Italie, France, Inde, Chine, Afrique du Sud, etc.
Dans cette architecture de chaudière, le foyer est surmonté de tous les échangeurs de la zone convective. Il s'ensuit une hauteur pouvant atteindre plus de 100 m. 
Parmi les avantages d'une telle configuration, on citera la diminution des risques d'érosion et d'encrassement dans le cas de combustion de charbons très cendreux.

## Exemples

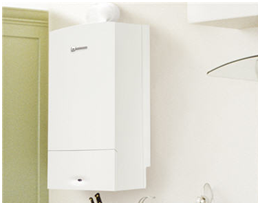
Chaudière individuelle murale pour le chauffage des logements

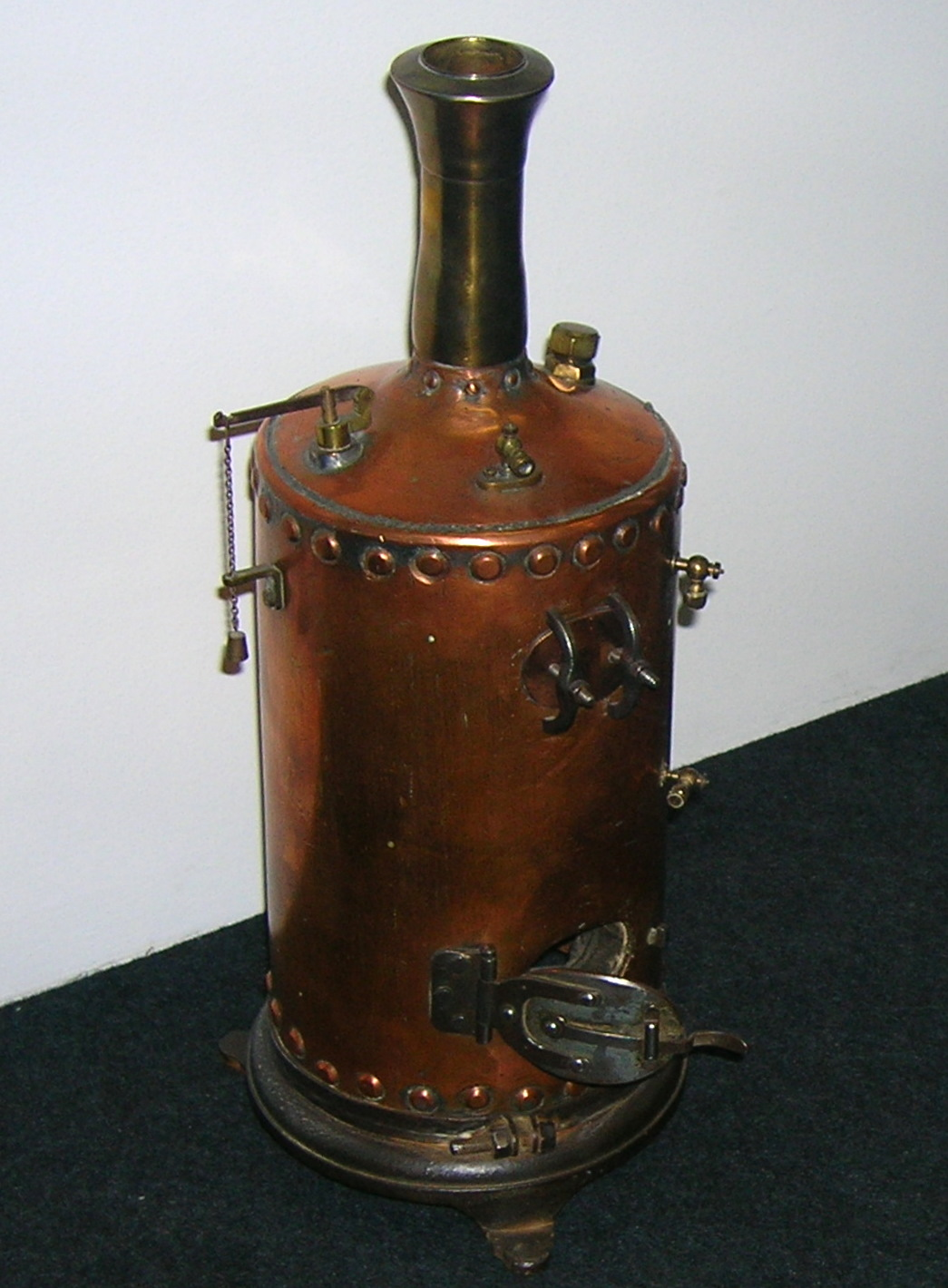
Maquette de chaudière à vapeur pour navire, en cuivre et fonte. Musée de la Marine, Paris.

Une chaudière de chauffage centralpermet de distribuer de la chaleur dans différents locaux. La restitution de chaleur s'effectue à l'aide de radiateurs ou d'un plancher chauffant. Le fluide employé est généralement de l'eau. Un second circuit peut assurer la production d'eau chaude sanitaire (douche, etc.). Les fumées des chaudières standards contiennent de l'eau à l'état de vapeur produite lors de la réaction de combustion (voir PCI).
Les chaudières à condensationun peu plus onéreuses, sont équipées d'un échangeur supplémentaire au niveau du rejet des fumées où circule l'eau de chauffage avant son introduction dans la chaudière. Ceci permet de condenser la vapeur d'eau contenue dans les produits de combustion et donc de récupérer l'énergie latente de condensation (voir PCS), donnant l'illusion d'un « rendement » supérieur à 1 quand celui-ci est exprimé en pouvoir calorifique inférieur (PCI). Ces chaudières sont intéressantes si la température d'introduction dans la chaudière est basse (environ 40 °C au lieu des 60 °C habituels). Il en existe de grande taille pour la biomasse-énergie, avec hydroaccumulation éventuellement. La durée de vie d'une chaudière de bonne marque et soigneusement entretenue chaque année peut dépasser 35 ans. Les chaudières de faible puissance (chaudière individuelle) ont une durée de vie de 15 à 20 ans.
Les chaudières pulsatoiresqui obtiennent un rendement proche des 111 % PCI et reposent sur un principe de combustion différent des chaudières classiques.
Une chaudière de locomotive à vapeurchauffe de l'eau jusqu'au stade de la vapeur en surpression, cette vapeur en se détendant pousse des pistons pour délivrer une force mécanique qui est utilisée pour déplacer la locomotive.
Les systèmes de nettoyage vapeuren vogue dans les années 1990-2000 comportent une chaudière à circuit non fermé produisant la vapeur d'eau.
Une chaudière industrielleutilisée pour fournir à un procédé industriel, chaleur et/ou force.
Une chaudière de centrale nucléaireutilise la réaction nucléaire pour chauffer un liquide, jusqu'à ce qu'il se transforme en vapeur pour entraîner une turbine couplée à un alternateur.
La chaudière à boisutilise des bûches, plaquettes ou granulés de bois (appelés également pellets) comme combustible, ces derniers prenant la forme de cylindres compacts de résidus de bois. Ces pellets sont introduits automatiquement via une « vis sans fin » dans le foyer. Généralement, le chauffage au bois n'est utilisé que pour les résidences secondaires ou comme chauffage d'appoint sauf en cas de présence d'une cheminée. Le compactage et le faible taux d'humidité des pellets leur procurent un pouvoir calorifique important et un rendement relativement élevé :
- Pouvoir calorifique inférieur : 4,6 à 5,3 kWh/kg
- Taux d'humidité : < 10 %
- Teneur en cendres : <0,7 %

## Législation européenne
À la suite des engagements de l’Europe face au Protocole de Kyoto, le Parlement et le Conseil de l’Union européenne ont adopté, en 2002, la Directive sur la performance énergétique des bâtiments (2002/91/CE) dans laquelle, pour ce qui est de la réduction de la consommation d'énergie et de la limitation des émissions de dioxyde de carbone, les États membres doivent prendre les mesures nécessaires pour mettre en œuvre une inspection périodique des chaudières utilisant des combustibles liquides ou solides non renouvelables, selon la puissance nominale. Les experts commis à cette tâche doivent donner aux utilisateurs des conseils sur le remplacement des chaudières, sur d'autres modifications possibles du système de chauffage et sur les solutions alternatives envisageables.